# Rhaphidophora brevicauda
Rhaphidophora brevicauda är en insektsart som beskrevs av Heinrich Hugo Karny 1924. Rhaphidophora brevicauda ingår i släktet Rhaphidophora och familjen grottvårtbitare. Inga underarter finns listade i Catalogue of Life.